# هربرت إرهارت
هربرت إرهارت (بالألمانية: Herbert Erhardt)‏ مواليد 6 يوليو 1930 في فورت - الوفاة 03 يوليو 2010 في فورت، كان لاعب كرة قدم ألماني دولي سابق كان يلعب كمدافع. اعتزل اللعب عام 1964. سبق له أن لعب في كأس العالم لكرة القدم مع منتخب بلاده. بدأ مسيرته الرياضية عام 1948.

## المسيرة الاحترافية

### أندية لعب لها
- نادي غرويتر فورت
- بايرن ميونخ

## روابط خارجية
- هربرت إرهارت على موقع الاتحاد الدولي (مؤرشف)  (الإنجليزية)
- هربرت إرهارت على موقع قاعدة بيانات كرة القدم.إي يو (الإنجليزية)
- هربرت إرهارت على موقع بيانات كرة القدم. دي إي (الألمانية)
- هربرت إرهارت على موقع ناشيونال فوتبول تيمز (الإنجليزية)
- هربرت إرهارت على موقع عالم كرة القدم.نت (الإنجليزية)